# Troglosiro
Troglosironidae
Famille
Genre
Troglosiro, unique représentant de la famille des Troglosironidae, est un genre d'opilions cyphophthalmes.

## Distribution

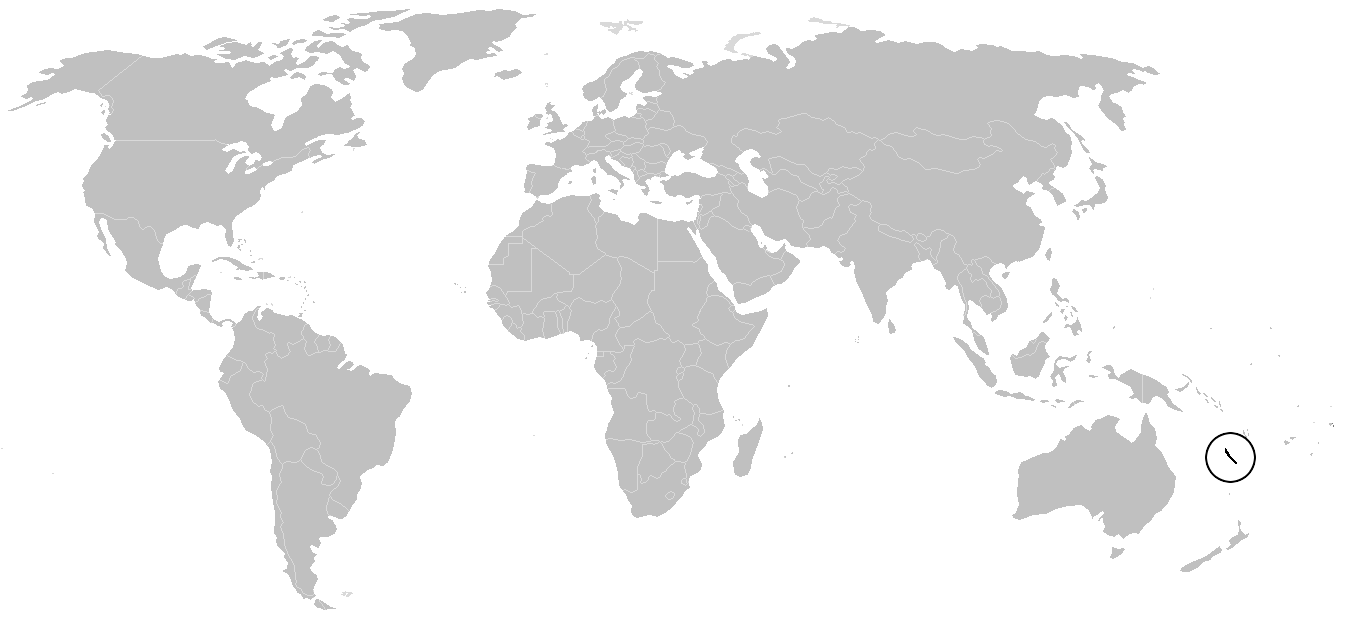
Distribution

Les espèces de ce genre sont endémiques de Nouvelle-Calédonie.

## Liste des espèces
Selon World Catalogue of Opiliones (20/04/2021) :
- Troglosiro aelleni Juberthie, 1979
- Troglosiro brevifossa Sharma & Giribet, 2009
- Troglosiro dogny Giribet & Baker, 2021
- Troglosiro juberthiei Shear, 1993
- Troglosiro longifossa Sharma & Giribet, 2005
- Troglosiro monteithi Sharma & Giribet, 2009
- Troglosiro ninqua Shear, 1993
- Troglosiro oscitatio Sharma & Giribet, 2009
- Troglosiro pin Baker & Sharma, 2021
- Troglosiro platnicki Shear, 1993
- Troglosiro pseudojuberthiei Giribet, Baker & Sharma, 2021
- Troglosiro raveni Shear, 1993
- Troglosiro sharmai Giribet & Baker, 2021
- Troglosiro sheari Sharma & Giribet, 2009
- Troglosiro tillierorum Shear, 1993
- Troglosiro urbanus Sharma & Giribet, 2009
- Troglosiro wilsoni Sharma & Giribet, 2009

## Publications originales
- Juberthie, 1979 : « Un cyphophthalme nouveau d'une grotte de Nouvelle-Calédonie: Troglosiro aelleni n. gen., n. sp. (Opilion Sironinae). » Revue Suisse de Zoologie, vol. 86, no 1, p. 221-231 (texte intégral).
- Shear, 1993 : « The genus Troglosiro and the new family Troglosironidae (Opiliones, Cyphophthalmi). » The Journal of Arachnology, vol. 21, no 2, p. 81-90 (texte intégral).